# Lijst van golfbanen in Brazilië

De staten van Brazilië.

Deze lijst van golfbanen in Brazilië geeft een overzicht van golfbanen die gevestigd zijn in Brazilië en onderverdeeld zijn in hun staten.
Het lijst bevat alleen golfbanen met "18- en 27-holes". De golfbanen met "6- en 9-holes" kunnen geraadpleegd worden via de links, dat onderaan van dit artikel staan. De staten die hier niet vermeld staan, hebben geen golfbanen met "18- en 27-holes".

## Staat Bahia(5)
- Comandatuba Ocean Course, Una
- Costa do Sauípe Golf Links, Mata de São João
- Iberostar Praia do Forte Golf Club, Praia do Forte
- Terravista Golf Course, Porto Seguro

## Staat Paraná(15)
- Alphaville Graciosa Clube, Pinhais
- Clube Curitibano de Golfe, Quatro Barras
- Iguassu Resort, Foz do Iguaçu
- Las Palmas Golf & Country Club, São José dos Pinhais
- Londrina Golf Club, Cambe
- Maringá Golf Club, Iguaçu
- Ponta Grossa Golf Club, Ponta Grossa

## Staat Rio de Janeiro(18)
- Búzios Golf Club & Resort, Búzios
- Gavea Golf & Country Club, Rio de Janeiro
- Hotel do Frade & Golf Resort, Angra dos Reis
- Itanhangá Golf Club, Rio de Janeiro (27-holes)

## Staat Rio Grande do Sul(20)
- Porto Alegre Country Club, Porto Alegre
- Belém Novo Golf Club, Porto Alegre
- Santa Cruz Country Club, Santa Cruz do Sul

## Staat São Paulo(24)
- Arujá Golf Club, Arujá
- Bastos Golf Club, Bastos
- Clube de Campo de São Paulo, Staat São Paulo
- Clube de Golfe de Campinas, Sumaré
- Damha Golf Club, São Carlos
- Fazenda Boa Vista, Feliz
- Fazenda da Grama Country & Club, Itupeva
- Guarapiranga Golf & Country Club, Staat São Paulo
- Ipê Golf Club, Ribeirão Preto
- P.L. Golf Clube, Arujá (27-holes)
- Paradise Golfe Clube, Mogi das Cruzes
- Quinta da Baroneza Golfe Clube, Bragança Paulista (27-holes)
- São Bernardo do Campo Golfe Clube, São Bernardo do Campo
- São Fernando Golf Club, Cotia
- São Paulo Golf Club, São Paulo
- Terras de São José Golfe Clube, Itu
- Vista Verde Golf Club, Araçariguama